# Guillaume Gouvy
Guillaume Gouvy (* 7. Dezember 1695 in Chaineux nahe Herve in der Provinz Lüttich; † 8. Mai 1751 im Kloster Gräfinthal im Saarland) war ein Prior des Klosters Gräfinthal und Provinzial der flandrischen Ordensprovinz der Wilhelmiten.

## Leben

### Herkunft und Familie
Guillaume Gouvy wurde als Sohn der Eheleute Gerard Mathieu Gouvy (1652–1698) und Jouette Gouvy geb. Gerard (1654–1703) geboren. Sein Bruder Mathieu Gouvy (1677–1725) und dessen Ehefrau Marie Heuze (* 1675) hatten sich unweit entfernt in Goffontaine niedergelassen und kamen in das Fürstentum Nassau-Saarbrücken, wo mit ihrem Sohn Pierre Joseph Gouvy (1715–1768) der Grundstein für die erfolgreiche Unternehmensdynastie Gouvy, die von 1750 bis 1870 einen maßgeblichen Anteil am Erfolg der saarländischen Eisenindustrie hatte, gelegt wurde.

### Wirken
Guillaume trat in den Wilhelmitenorden ein. Das Kirchenbuch von Blickweiler enthält einen Eintrag vom 27. Dezember 1716, wonach Guillaume sein Profess abgelegt hat.
Bevor er im November 1732 zum Prior des Klosters Gräfinthal gewählt wurde, war er vom 6. September 1721 an als Pfarrer in Blieskastel tätig.
1733 beauftragte er den Künstler Johann Martersteck mit der barocken Ausgestaltung der Klosterkirche in Gräfinthal. Diese Arbeiten dauerten bis 1736.
Er übte dieses Amt bis 1747 aus. Möglicherweise erlebte er noch die Beisetzung einer Tochter des polnischen Königs Stanislaus I. Leszczyński, die vor dem Altar in Gräfinthal ihre letzte Ruhestätte fand, wo Stanislaus I. 1749 eine Wochenmesse für seine verstorbene Tochter stiftete.
1739 wurde er zum Provinzial der flandrischen Ordensprovinz gewählt.